# Cemitério do Bonfim
O Cemitério do Bonfim é a necrópole mais antiga de Belo Horizonte, capital de Minas Gerais. Foi inaugurado em 8 de fevereiro de 1897. É um dos quatro cemitérios municipais da cidade, e fica localizado no bairro de mesmo nome. O traçado arquitetônico do cemitério obedece ao traçado geométrico da cidade. É composto por 54 quadras, divididas entre duas alamedas principais e diversas ruas secundárias.
O cemitério conta com todo o cadastro de pessoas sepultadas informatizado. O edifício do necrotério foi tombado em 1977 pelo Instituto Estadual do Patrimônio Histórico e Artístico de Minas Gerais (IEPHA).
A capa do álbum I.N.R.I. da banda de death metal Sarcófago foi fotografada em um dos jazigos do cemitério.